# Grootsporig dwergvliesje
Het grootsporig dwergvliesje (Leptosporomyces montanus) is een schimmel behorend tot de familie Atheliaceae. Het leeft saprotroof op dood hout van loofbomen- en struiken. Het komt voor in naaldbos en gemengd bos.

## Verspreiding
In Nederland komt het grootsporig dwergvliesje uiterst zeldzaam voor.